# Грешки при измерване
Теория на грешките е набор от математически методи за откриване и отстраняване на грешките в науката и производството.
Разликата между истинската и измерената стойност се нарича грешка при измерването.

## Видове грешки
Грешките на измерване се делят на
- груби
- систематични и
- случайни

Груби грешки са тези, които се дължат на неправилно използване на апаратурата, повреда на апаратурата или неконтролирани действия от страна на наблюдателя (напр. грешно записване на резултат). Обикновено грубите грешки се откриват лесно, защото се допускат рядко и резултатите, повлияни от тази грешка рязко се различават.
Систематични грешки са тези, които се допускат при всяко измерване и се дължат на несъвършенството на използваните уреди и на начина на работа с тях. Например ако измерваме дължина с линийка, чиито деления се различават от тези на еталона, ние ще правим една и съща грешка – систематична грешка.
Избягването на систематичните грешки е най-важната и трудна част от експеримента. За да се избегнат и намалят тези грешки, трябва да се прави внимателно и детайлно обсъждане на всички условия, при които се прави измерването.
Случайни грешки. Опитът показва, че грешки при измерването съществуват дори ако сме осигурили такива условия, че груби и систематични грешки не се допускат. Причините за тези грешки са много, действат често и за кратко време. Поради това експериментаторът не може да ги предвиди, анализира и отчете. Тези грешки са случайни.
В резултат на случайните грешки стойността на измерваната величина може да бъде както по-голяма, така и по-малка от истинската стойност. Ако се увеличава броят на измерванията, случайните грешки взаимно се компенсират, в резултат на което грешката е по-малка от грешката на отделното измерване.

## Грешки при еднократни измервания
Понякога се налага измерването да се прави еднократно.
Максимална абсолютна грешка. Измерването завършва с отчитане по скалата на измервателното устройство. Ако измерваме дължина с милиметрова линия, ние отчитаме онова деление на линията, което е най-близо до дължината на измервания обект. Затова максималната грешка, допусната при всяко измерване е стойността, която отговаря на половин скално деление. При отчитане на дължината ще сгрешим най-много с ∆х = 0,5 mm.
Величината ∆х се определя от точността на уреда и се нарича максимална абсолютна грешка.
Истинската стойност х0 на измерваната величина се намира между стойностите х + ∆х и х – ∆х. Това се записва така:
х0 = x ± ∆х
Максимална относителна грешка. Ако измерваме две дължини – 5 cm и 5 mm с милиметрова линия, първата дължина ще бъде измерена по-неточно от втората, въпреки че грешката и при двете измервания е една и съща: ∆х = 0,5 mm. Ето защо е прието резултатът от измерването да се характеризира не с максималната абсолютна грешка ∆х, а с нейното отношение към измерената стйност х. Отношението r = ∆x/x се нарича максимална относителна грешка. Обикновено се изразява в проценти: r% =(∆x/x)100%
В нашия случай при измерване на първата дължина r% = 0,5/50 = 1%, а при измерване на втората дължина – r% = 0,5/5 = 10 %.

## Грешки при многократни измервания
Известно е, че броят на случайните грешки, които са еднакви по абсолютна стойност и противоположни по знак е еднакъв, ако се правят безброй много измервания. Затова ако изчислим средното аритметично хср на резултатите от безброй много измервания (които не съдържат груби и систематични грешки), случайните грешки взаимно се компенсират и хср ще е равно на истинската стойност на величината.
Средна стойност на измерената величина при n измервания наричаме
хср = (x1 + x2 + ... + xn)/n
На практика ние не сме в състояние да извършим безброй много измервания и случайните грешки няма напълно да се компенсират. За да се определят тези остатъчни грешки, се пресмята абсолютна грешка на отделните измервания и средна абсолютна грешка.
Абсолютна грешка на отделните измервания ∆xi се пресмята като
∆x1 = xср – x1
∆x2 = xср – x2
......
∆xn = xср – xn
Абсолютните грешки на отделните измервания могат да бъдат както положителни, така и отрицателни.
Средна абсолютна грешка на измерената величина се определя като
∆xср = (│∆x1│ + │∆x2│ + │∆xn│)/n
Тогава истинската стойност на измерваната величина се записва във вида
x0 = xср ± ∆xср
Средната абсолютна грешка, определена като
r = ∆xср/xср,
обикновено се изразява в проценти:
r% = (∆xср/xср)100%.
Средна квадратична грешка, която характеризира точността на n измервания, се определя по формулата:
______________________________________
∆xкв = √[(∆x1)2 + (∆x2)2 +...+ (∆xn)2]/n(n-1)
Средната квадратична грешка е най-добрата характеристика на точността на средно аритметичната стойност на измерваната величина. Ето защо тя се използва най-често при обработка на резултатите от измерването.